# Heterischnus ridibundus
Heterischnus ridibundus là một loài tò vò trong họ Ichneumonidae.